# The Pink Panther: Passport to Peril
The Pink Panther: Passport To Peril (с англ. — «Розовая Пантера: Право на Риск») — компьютерная игра в жанре квест, разработанная компанией «Wanderlust Interactive».

## Сюжет
Розовая пантера работает секретным агентом. С очередным заданием инспектор Клузо отправляет его в детский лагерь «Звонкое эхо-хо», где ему предстоит приглядывать за детьми высокопоставленных чиновников со всей планеты.
Пантере предстоит побывать в 6 странах мира (Великобритания, Египет, Китай, Бутан, Индия и Австралия) и выяснить в конце страшную тайну про истинную природу обитателей лагеря.

## Герои и актёры

### Персонажи
- Розовая пантера — главный протагонист игры.
- Инспектор Клузо — второстепенный протагонист игры; начальник Розовой пантеры.
- Фон Шляпен — учёный-изобретатель, создавший лагерь «Звонкое Эхо-хо».
- Папаша Пёс — главный антагонист игры; главарь банды псов.
- Луи — пёс в кожаной куртке.
- Мопсик — напарник Луи из банды псов.
- Большой Нос — второстепенный антагонист игры; директор лагеря «Звонкое Эхо-хо».

### Актёрский состав
Ниже приведён список актёров и персонажей, которых они озвучивали:
- Майкл Тремейн: Розовая пантера
- Барри Карролло: инспектор Клузо, Фон Шляпен, Папаша Пёс, Нкуку, Рид Уивер, Раг Вендор, Патро в Каире, Фокс, Продавец печатной продукции
- Эмили Капнек: Стюардесса, Египетский фермер, Надоеда на Египетской ферме, Индрани, Ли, Китайская мама, Молодая женщина в рисовой деревне, Пожилая женщина в Рисовой деревне, Маленькая девочка у реки Нил, Старая сплетница #1, Бармен, Мама Шиони, Скромная девочка в Китае, Доярка, Попугай Полли, Платипус, Кенгуру, Невестка в Индии
- Майкл Синтерниклаас: Кумокен, Малыш Ли, Найджел, Рыбаки, Великая китайская стена, Пурпурный коростель, Луи, Капитан, Нервный стрелок, Птицы, Отец в Китае
- Джон О’Крей: Маут, Пьяный неудачник, Почтальон, Адвокат, Спортивный болельщик, Боби, Индус
- Джаред Фабер: Плачуший мальчик, Мальчик в пабе, Коала, Фадил, Ананда, Плащеносная ящерица, Джоуи, Птичка Френк
- Эндрю Хёрли: Конюх, Мальчик на площади Парламента, Регбист #2, Священнослужитель в храме Дугра, Як #1, Як #2
- Джим Петропулус: Пилот вертолёта, Продавец кебабов
- Челси Альтман: Шиони, Голубь
- Майкл О. Медлин: Чамунда, Мальчик-каллиграфист, Маленькие девочки в деревне, Шумный отдыхающий
- Мари Мингес: Женщина в информационной будке в Австралии
- Трейси Гилберт: Улыбающаяся женщина, Змеч
- Гевин Паркер: Регбист #2, Отец на площади у Парламент, Сэр Мэнли, МП
- Саймон Винчестер: Голос рассказчика при нажатии правой кнопки
- Джон Липоу: Продавец медной утвари, Начальник в кафе
- Майкл ДеБэйнвилль: Заклинатель змей, Любитель чая, Торговец пряностей, Торговец фруктами
- Валери Гилберт: Индийская мама в деревне, Продавщица цветов, Женщина, закутанная в сари, Джаин, Женщина-абориген
- Джо Шейн: Корова, Гончар, Аардварк
- Филип Галински: Продавец кофе, Мужчина-абориген
- Майк Гайлорд: Продавец одежды, Мужчина с колёсной лирой

Также роли озвучивали: Майк Форан в роли молодого мужчины с ладаном; Льюис Фабер в роли Тоскующего по дому моллюска; Таши Вангиал в роли Старика в Бутане; Шерил Симс в роли Повара в Бутане; Роберт Линн в роли Уэнгли; Пол Риш в роли Короля Бутана; Нил Стюарт в роли Джексона и Джон Фединатц в роли Пага.

## Геймплей
Игра представляет собой анимационный квест, где игрок управляет главным персонажем — агентом Розовой Пантерой. Герой путешествует по многим странами мира — ему предстоит побывать в Англии, Египте, Китае, Бутане, Индии и Австралии. Чтобы оказаться в той или иной стране, игрок должен пройти в авиационный ангар, расположенный рядом с лагерем «Звонкое Эхо-хо» и выбрать самолёт, на котором есть флаг страны, в которую герою нужно отправиться.
В игре присутствует инвентарь, выполненный в виде безразмерного кармана. Также Пантера использует ПИК — персональный информационный компьютер, аналог КПК. Справочные материалы по странам можно посмотреть в ПИК.

## Создание

### Музыка
Для игры композитор и музыкальный продюсер Джаред Фабер (англ. Jared Faber) вместе с Эмили Капнек написали девять песен на английском языке. 19 ноября 1997 года был выпущен саундтрек к игре.
| «Mummification»                             | «Мумификация»                         | - Вокал — С. И. Смит - Бэкграунд — Шоуна Кэмп                                            |
| «Dream Time»                                | «Время снов»                          | - Вокал — Джон Монтана - Spirit of Praise Choir Director — Дэвид Браттон                 |
| «In Bhutan»                                 | «В Бутане»                            | - Вокал — Джон Монтана - Бэкграунд — Майкл Синтерникласс и Джаред Фебер                  |
| «Taj Mahal»                                 | «Тадж-Махал»                          | - Вокал — Джейсон Пэйдж - Бэкграунд — Лиза Джентайл                                      |
| «The Caste System»                          | «Кастовая система»                    | - Вокал — С. И. Смит - Бэкграунд — Тайла                                                 |
| «Fawkes Day»                                | «День Гая Фокса»                      | - Вокал — Нил Стюарт                                                                     |
| «China’s Billion»                           | «Китайский миллиард»                  | - Вокал — Лиза ДеСимон - Голос за кадром — Эмили Капнек - Ударные — Стив Вульф           |
| «Chilly Wa Wa Finale (Trapped In A Bubble)» | «Прощание с лагерем „Звонкое Эхо-хо“» | - Исполнители — Мишелль Медлин, Майкл Сантерникласс, Эван Фабер, Она Царь и Эмили Капнек |
| «Same Black Sky»                            | «То же чёрное небо»                   | - Вокал — Розан Дракер                                                                   |

## Оценки
| Русскоязычные издания | Русскоязычные издания |
| Издание               | Оценка                |
| --------------------- | --------------------- |
| «Игромания»           | [ 4 ]                 |

Обозреватель сайта GameFAQs присвоил игре 8 баллов из 10, среди плюсов отметил «оригинальный сюжет, познавательность, актёрские работы и уникальный стиль игры», к минусам отнеся «быстроту прохождения, странный графический стиль и, скорее всего, минимальный интерес к игре со стороны взрослой аудитории».